# Algiz
Cette page contient des caractères spéciaux ou non latins. S’ils s’affichent mal (▯, ?, etc.), consultez la page d’aide Unicode.
Algiz (parfois dit Elhaz) est la quinzième lettre de l'alphabet runique du Futhark et la septième de la famille de Hagalaz. Algiz est précédée de Perþō et suivie de Sōwilō.
Le nom de cette rune était eolh « élan » (l'animal) en vieil anglais, où il représentait le son [ks]. En vieux norrois, une rune de même forme mais inversée la tête en bas était appelée yr « if » et dénotait une variété de [z] qui se modifia progressivement en [r] par rhotacisme. Le Codex Vindobonensis 795 donne un nom de lettre correspondant dans l'alphabet gotique sous la forme ezec (𐌶), dont le sens est obscur, et qui valait également [z].
*Algiz (parfois *elhaz) est la forme du nom de cette rune reconstruite pour le proto-germanique à partir de la forme du vieil anglais et du vieux saxon elaho ; on présume qu'elle valait [z]. Contrairement à la majorité des runes, le son qu'elle indiquait n'est pas celui de l'initiale de son nom (selon le principe acrophonique) ; c'était impossible car le [z] ne se trouvait jamais à l'initiale en proto-germanique.

## Poèmes runiques
Seul le poème runique anglo-saxon décrit Algiz :
| Poème runique | Traduction en français |
| --- | --- |
| Anglo-saxon ᛉ Eolh-secg eard hæfþ oftust on fenne wexeð on wature, wundaþ grimme, blode breneð beorna gehwylcne ðe him ænigne onfeng gedeþ. | L’élan guerrier réside généralement dans les marais, croît dans l’eau, blesse sévèrement, tache de sang tout homme qui s’en saisit. |

Le symbole magique islandais Ægishjálmur (litt. heaume d’Ægir) est vu comme une fusion de huit algiz.

## Usages au XXesiècle
À la suite de l'occultisme völkisch, la mystique nazie reprend le symbole d'Algiz (tout comme Ōthalan, Tiwaz ou Sōwilō) en renommant Yr en Lebensrune (de) (rune de Vie, de santé), et inversée ᛣ en Todesrune (rune de Mort). Cette symbolique se retrouve dans les domaines de la santé (Office central du Pain complet (de) ; services de santé des Jeunesses Hitlériennes) ou des organisations féminines (NS-frauenschaft ; Deutsches Frauenwerk), ainsi que dans les codes funéraires nationaux-socialistes : la rune, droite et inversée, marquant les dates de naissance et de décès sur certaines pierres tombales ; la Croix chrétienne remplacée par la rune sur des tombes de Waffen-SS morts au combat.
Après 1945, bien que mineure dans les représentations nazies, Algiz sera repris par des sympathisants ou des groupuscules néo-nazis, dont l'Alliance nationale américaine.
Il a été soutenu par ailleurs (en) que le signe central du Symbole de la Paix ☮ fait aussi référence à la rune de Mort. Algiz est un des symboles utilisés par le groupe britannique de néofolk Death In June. Algiz est également utilisé par le groupe de Black Metal Burzum pour la pochette de son album Draugen.